# مهند الحسني
مهند الحسني ناشط في مجال حقوق الإنسان وسـاهم منذ عام 2004 بتأسـيس المنظمة السـورية لحقوق الإنسـان «سواسية» حائز على جائزة مارتن إينالز لعام 2010 وجائزة نقابة محامي امستردام لعام 2010.

## حياته
من مواليد دمشق لعام 1966.
تخرج من كلية الحقوق بجامعة دمشق بداية التسعينات.
عمل خلال المرحلة الجامعية وما بعدها بالحقل التعليمي الاجتماعي كمشرف في معاهد الخدمة الاجتماعية بدمشـق، الأمر الذي هيئ له المجال للتواصل مع الحقل التنموي المجتمعي في سوريا.
- عمل بمهنة المحاماة منذ بداية التسعينات وعضو بنقابة المحامين السوريين منذ أكثر من 15 سنة، وكان أحد المدافعين عن معتقلي ربيع دمشق جميعاً منذ عام 2001.
- منع من السفر خارج سوريا في عام 2006 على إثر تأسيسه مع مجموعة مفكرين سوريين للمنظمة السورية لحقوق الإنسان (سواسية).
- أحد المدافعين عن معتقلي الرأي والضمير في سوريا وأحد الراصدين لمعايير المحاكمة العادلة.
- شـارك بالعديد من المؤتمرات الحقوقية والندوات الدولية المتعلقة بحقوق الإنسان قبل منعه من السفر كما شارك في العديد من المؤتمرات التي كانت تعقد بإشراف اتحاد المحامين العرب.
- له العديد من الدراسـات القانونية، وأشرف على العديد من الدراسات الرصدية المتعلقة بتحسين أوضاع السجون والمعتقلات واستقلال القضاء وتطوير مناهج التعليم وتطور الصحافة في سوريا وغيرها.
- تمّ ترشيحه مؤخراً لعضوية اللجنة الدولية للحقوقيين بجنيف تمّ انتخابه كمندوب للجنة الدولية.
ناشــط في مجال حقوق الإنسان وسـاهم منذ عام 2004 بتأسـيس المنظمة السـورية لحقوق الإنسـان «سواسية» ويشــغل رئيس مجلس إدارتها حتى الآن.

## الجوائز
حائز على جائزة مارتن إينالز لعام 2010، وجائزة نقابة محامي امستردام لعام 2010.

## اعتقاله
تم استدعاء الأستاذ المحامي مهند الحسني رئيس المنظمة السورية لحقوق الإنسان (سواسية) من طرف جهـاز أمـن الدولـة بدمشق ليلة 23/7/2009 وعند حضوره اعتقلته ولم يعلم أي شيء عنه وعن سبب الاستدعاء والاعتقال. وفي 2010 تم الحكم عليه بالسجن 3 سنوات،